# Alessio 2000
Questa voce raccoglie le informazioni riguardanti l'Alessio nelle competizioni ufficiali della stagione 2000.

## Organico

### Staff tecnico
TM=Team Manager; DS=Direttore Sportivo.
|  | Naz.              | Ruolo | Sportivo          |  |  |  |
|  | ----------------- | ----- | ----------------- |  |  |  |
|  | Italia (bandiera) | DS    | Bruno Cenghialta  |  |  |  |
|  | Italia (bandiera) | DS    | Andrea Alessio    |  |  |  |
|  | Italia (bandiera) | DS    | Franco Chioccioli |  |  |  |

### Rosa
|  | Naz.                  |  | Sportivo             | Anno |  |  |
|  | --------------------- |  | -------------------- | ---- |  |  |
|  | Italia (bandiera)     |  | Alessandro Bertolini | 1971 |  |  |
|  | Italia (bandiera)     |  | Stefano Casagranda   | 1973 |  |  |
|  | Italia (bandiera)     |  | Davide Casarotto     | 1971 |  |  |
|  | Kazakistan (bandiera) |  | Alexandr Chefer      | 1971 |  |  |
|  | Italia (bandiera)     |  | Raffaele Ferrara     | 1976 |  |  |
|  | Italia (bandiera)     |  | Carlo Finco          | 1968 |  |  |
|  | Italia (bandiera)     |  | Angelo Furlan        | 1977 |  |  |
|  | Jugoslavia (bandiera) |  | Saza Gajicic         | 1977 |  |  |
|  | Italia (bandiera)     |  | Cristian Gobbi       | 1976 |  |  |
|  | Ucraina (bandiera)    |  | Aleksandr Hončenkov  | 1970 |  |  |
|  | Italia (bandiera)     |  | Leonardo Guidi       | 1974 |  |  |
|  | Slovenia (bandiera)   |  | Martin Hvastija      | 1969 |  |  |
|  | Italia (bandiera)     |  | Endrio Leoni         | 1968 |  |  |
|  | Italia (bandiera)     |  | Marco Magnani        | 1974 |  |  |
|  | Italia (bandiera)     |  | Nicola Miceli        | 1971 |  |  |
|  | Jugoslavia (bandiera) |  | Alexandar Nikacevic  | 1978 |  |  |
|  | Italia (bandiera)     |  | Rodolfo Ongarato     | 1971 |  |  |
|  | Svizzera (bandiera)   |  | Felice Puttini       | 1967 |  |  |
|  | Italia (bandiera)     |  | Massimo Strazzer     | 1969 |  |  |
|  | Italia (bandiera)     |  | Serhiy Utchakov      | 1968 |  |  |
|  | Italia (bandiera)     |  | Alberto Vinale       | 1978 |  |  |
|  | Italia (bandiera)     |  | Flavio Zandarin      | 1975 |  |  |

## Palmarès

### Corse a tappe
- Giro d'Austria

3ª tappa (Alessandro Bertolini)
- Vuelta a Castilla y León

4ª tappa (Stefano Casagranda)
- Giro di Germania

4ª tappa (Davide Casarotto)
- Vuelta Ciclista a Murcia

3ª tappa (Endrio Leoni)
- Tour de Serbie

Classifica generale (Alexandar Nikacevic)
- Giro di Baviera

3ª tappa (Massimo Strazzer)
- GP Umag

3ª tappa (Flavio Zandarin)

### Corse in linea
- Clásica de Sabiñanigo (Davide Casarotto)
- GP Istria 3 (Flavio Zandarin)
- GP Istria 4 (Martin Hvastija)
- Grand Prix de Denain (Endrio Leoni)
- Scheldeprijs Vlaanderen (Endrio Leoni)
- Trofej Plava Laguna 1 (Endrio Leoni)
- Trofej Plava Laguna 2 (Endrio Leoni)
- Giro del Mendrisiotto (Felice Puttini)

### Campionati nazionali
- Campionato ucraino: 1

In linea (Serhiy Utchakov)